# 2015년 하계 유니버시아드
2015년 하계 유니버시아드는 2015년 7월 3일부터 7월 14일까지 대한민국 광주광역시에서 개최된 하계 유니버시아드이다. 대한민국에서는 1997년과 2003년에 이어 세 번째로 개최되는 유니버시아드 대회이다.

## 경기 종목
| - 육상 - 농구 - 축구 - 펜싱 - 체조 (기계체조, 리듬체조) - 수영 (경영, 다이빙, 수구) | - 테니스 - 배구 - 유도 - 탁구 - 태권도 - 배드민턴 | - 골프 - 핸드볼 - 양궁 - 사격 - 조정 - 야구 |

## 경기장 정보
| 종목     | 소재지     | 경기장                             | 비고                     |
| -------- | ---------- | ---------------------------------- | ------------------------ |
| 골프     | 나주시     | 골드레이크 컨트리클럽              |                          |
| 기계체조 | 광주광역시 | 광주여자대학교 유니버시아드 체육관 |                          |
| 농구     | 광주광역시 | 동강대학교 체육관                  | 결승전                   |
| 농구     | 광주광역시 | 광주대학교 체육관                  |                          |
| 농구     | 무안군     | 무안실내체육관                     |                          |
| 농구     | 무안군     | 초당대학교 체육관                  |                          |
| 농구     | 영광군     | 영광스포티움 국민체육센터          |                          |
| 농구     | 전주시     | 전주실내체육관                     |                          |
| 다이빙   | 광주광역시 | 남부대학교 국제수영장              |                          |
| 리듬체조 | 광주광역시 | 광주여자대학교 유니버시아드 체육관 |                          |
| 배구     | 광주광역시 | 염주종합체육관                     | 결승전                   |
| 배구     | 광주광역시 | 호남대학교 체육관                  |                          |
| 배구     | 나주시     | 동신대학교 체육관                  |                          |
| 배구     | 순천시     | 팔마체육관                         |                          |
| 배구     | 고창군     | 고창군립체육관                     |                          |
| 배드민턴 | 화순군     | 화순하니움문화스포츠센터           |                          |
| 사격     | 나주시     | 전라남도종합사격장                 |                          |
| 수구     | 광주광역시 | 염주수영장                         |                          |
| 수영     | 광주광역시 | 남부대학교 국제수영장              | 경영/다이빙/싱크로나이즈 |
| 수영     | 나주시     | 장성호 조정경기장                  | 오픈워터                 |
| 야구     | 광주광역시 | 광주기아챔피언스필드               | 결승전                   |
| 야구     | 광주광역시 | 무등야구장                         |                          |
| 양궁     | 광주광역시 | 광주국제양궁장                     |                          |
| 유도     | 광주광역시 | 빛고을체육관                       |                          |
| 육상     | 광주광역시 | 광주월드컵경기장                   |                          |
| 조정     | 충주시     | 탄금호국제조정경기장               |                          |
| 축구     | 광주광역시 | 호남대학교 축구장                  |                          |
| 축구     | 나주시     | 나주종합운동장                     | 결승전                   |
| 축구     | 보성군     | 보성공설운동장                     |                          |
| 축구     | 영광군     | 영광스포티움                       |                          |
| 축구     | 목포시     | 목포국제축구센터                   |                          |
| 축구     | 고창군     | 고창공설운동장                     |                          |
| 축구     | 정읍시     | 정읍종합경기장                     |                          |
| 탁구     | 장성군     | 장성홍길동체육관                   |                          |
| 태권도   | 광주광역시 | 조선대학교 체육관                  |                          |
| 테니스   | 광주광역시 | 진월국제테니스장                   |                          |
| 테니스   | 광주광역시 | 염주테니스장                       |                          |
| 펜싱     | 광주광역시 | 김대중컨벤션센터                   |                          |
| 핸드볼   | 광주광역시 | 전남대학교 체육관                  |                          |
| 핸드볼   | 나주시     | 나주실내체육관                     | 결승전                   |
| 핸드볼   | 구례군     | 구례실내체육관                     |                          |

## 선수촌
광주유니버시아드 힐스테이트는 대한민국 광주광역시 서구 화정동에 위치하고 있다. 시공사는 현대건설이다. 1단지는 763세대의 8개동, 2단지는 778세대 7개동, 3단지는 2,185세대의 20개동으로 구성되어 있다.
광주 유니버시아드 선수촌은 2015년 7월 준공되었고 2016년 4월 주거 단지로 사용될 예정이다.

## 참가 국가 명단
2015년 하계 유니버시아드에 참가한 국가는 다음과 같다.
- 가나
- 가봉
- 감비아
- 나미비아
- 나이지리아
- 남아프리카 공화국
- 네덜란드
- 뉴질랜드
- 니제르
- 대한민국
- 덴마크
- 도미니카 공화국
- 독일
- 라이베리아
- 라트비아
- 러시아
- 레바논
- 루마니아
- 룩셈부르크
- 르완다
- 리투아니아
- 리히텐슈타인
- 마다가스카르
- 북마케도니아
- 말레이시아
- 말리
- 멕시코
- 모나코
- 모로코
- 모리셔스
- 모잠비크
- 몬테네그로
- 몰도바
- 몰타
- 몽골
- 미국
- 미국령 버진아일랜드
- 미크로네시아 연방
- 바베이도스
- 방글라데시
- 베냉
- 베네수엘라
- 베트남
- 벨기에
- 벨라루스
- 보스니아 헤르체고비나
- 보츠와나
- 부룬디
- 부르키나파소
- 부탄
- 북마리아나 제도
- 불가리아
- 브라질
- 세네갈
- 세르비아
- 솔로몬 제도
- 수리남
- 스리랑카
- 스와질란드
- 스웨덴
- 스위스
- 슬로바키아
- 슬로베니아
- 시에라리온
- 싱가포르
- 아루바
- 아르메니아
- 아르헨티나
- 아이티
- 아일랜드
- 아제르바이잔
- 아프가니스탄
- 알제리
- 앙골라
- 앵귈라
- 에스토니아
- 에콰도르
- 에티오피아
- 엘살바도르
- 영국
- 오만
- 오스트레일리아
- 오스트리아
- 온두라스
- 요르단
- 우간다
- 우루과이
- 우즈베키스탄
- 우크라이나
- 이란
- 이스라엘
- 이탈리아
- 인도
- 인도네시아
- 일본
- 자메이카
- 잠비아
- 적도 기니
- 조지아
- 중국
- 중화 타이베이
- 짐바브웨
- 차드
- 체코
- 칠레
- 카메룬
- 카자흐스탄
- 카타르
- 캄보디아
- 캐나다
- 케냐
- 코모로
- 코스타리카
- 코트디부아르
- 콜롬비아
- 콩고 민주 공화국
- 쿠바
- 퀴라소
- 크로아티아
- 키르기스스탄
- 키프로스
- 타지키스탄
- 탄자니아
- 태국
- 튀르키예
- 튀니지
- 트리니다드 토바고
- 파나마
- 파라과이
- 파키스탄
- 팔레스타인
- 페루
- 포르투갈
- 폴란드
- 프랑스
- 핀란드
- 헝가리
- 홍콩

## 대회 일정
|  | 개/폐회식 |  | 예선 경기 |  | 결선 경기 | 4 | 금메달 수 |

| 2015년 하계 유니버시아드 일정 | 2015년 하계 유니버시아드 일정 | 2015년 하계 유니버시아드 일정 | 2015년 하계 유니버시아드 일정 | 2015년 하계 유니버시아드 일정 | 2015년 하계 유니버시아드 일정 | 2015년 하계 유니버시아드 일정 | 2015년 하계 유니버시아드 일정 | 2015년 하계 유니버시아드 일정 | 2015년 하계 유니버시아드 일정 | 2015년 하계 유니버시아드 일정 | 2015년 하계 유니버시아드 일정 | 2015년 하계 유니버시아드 일정 | 2015년 하계 유니버시아드 일정 | 2015년 하계 유니버시아드 일정 | 2015년 하계 유니버시아드 일정 |
| 7월                           | 7월                           | 7월                           | 2                             | 3                             | 4                             | 5                             | 6                             | 7                             | 8                             | 9                             | 10                            | 11                            | 12                            | 13                            | 14                            |
| ----------------------------- | ----------------------------- | ----------------------------- | ----------------------------- | ----------------------------- | ----------------------------- | ----------------------------- | ----------------------------- | ----------------------------- | ----------------------------- | ----------------------------- | ----------------------------- | ----------------------------- | ----------------------------- | ----------------------------- | ----------------------------- |
| 개/폐회식                     | 개/폐회식                     |                               |                               | O                             |                               |                               |                               |                               |                               |                               |                               |                               |                               |                               | C                             |
| 골프                          | 골프                          |                               |                               |                               |                               |                               |                               |                               |                               |                               |                               | 4                             |                               |                               |                               |
| 기계체조                      | 기계체조                      |                               |                               |                               |                               | 2                             | 2                             | 10                            |                               |                               |                               |                               |                               |                               |                               |
| 농구                          | 농구                          |                               |                               |                               |                               |                               |                               |                               |                               |                               |                               |                               |                               | 2                             |                               |
| 다이빙                        | 다이빙                        |                               |                               |                               | 2                             | 2                             | 2                             | 1                             | 1                             | 5                             |                               |                               |                               |                               |                               |
| 리듬체조                      | 리듬체조                      |                               |                               |                               |                               |                               |                               |                               |                               |                               |                               |                               | 2                             | 6                             |                               |
| 배구                          | 배구                          |                               |                               |                               |                               |                               |                               |                               |                               |                               |                               | 1                             | 1                             |                               |                               |
| 배드민턴                      | 배드민턴                      |                               |                               |                               |                               |                               |                               |                               | 1                             |                               |                               |                               | 5                             |                               |                               |
| 사격                          | 사격                          |                               |                               |                               |                               | 6                             | 6                             | 2                             | 8                             | 6                             | 6                             |                               |                               |                               |                               |
| 수구                          | 수구                          |                               |                               |                               |                               |                               |                               |                               |                               |                               |                               |                               |                               | 1                             | 1                             |
| 수영                          | 수영                          |                               |                               |                               | 3                             | 6                             | 6                             | 7                             | 3                             | 7                             | 8                             | 2                             |                               |                               |                               |
| 야구                          | 야구                          |                               |                               |                               |                               |                               |                               |                               |                               |                               |                               | 1                             |                               |                               |                               |
| 양궁                          | 양궁                          |                               |                               |                               |                               |                               |                               | 5                             | 5                             |                               |                               |                               |                               |                               |                               |
| 유도                          | 유도                          |                               |                               |                               | 4                             | 4                             | 4                             | 4                             | 2                             |                               |                               |                               |                               |                               |                               |
| 육상                          | 육상                          |                               |                               |                               |                               |                               |                               |                               | 2                             | 12                            | 13                            | 9                             | 14                            |                               |                               |
| 조정                          | 조정                          |                               |                               |                               |                               | 5                             | 8                             |                               |                               |                               |                               |                               |                               |                               |                               |
| 축구                          | 축구                          |                               |                               |                               |                               |                               |                               |                               |                               |                               |                               |                               | 1                             | 1                             |                               |
| 탁구                          | 탁구                          |                               |                               |                               |                               |                               |                               |                               |                               |                               | 2                             | 1                             | 2                             | 2                             |                               |
| 태권도                        | 태권도                        |                               |                               |                               |                               |                               |                               | 2                             | 3                             | 4                             | 4                             | 4                             | 4                             | 2                             |                               |
| 테니스                        | 테니스                        |                               |                               |                               |                               |                               |                               |                               |                               |                               |                               | 2                             | 5                             |                               |                               |
| 펜싱                          | 펜싱                          |                               |                               |                               | 2                             | 2                             | 2                             | 2                             | 2                             | 2                             |                               |                               |                               |                               |                               |
| 핸드볼                        | 핸드볼                        |                               |                               |                               |                               |                               |                               |                               |                               |                               |                               |                               |                               | 2                             |                               |
| 7월                           | 7월                           | 7월                           | 2                             | 3                             | 4                             | 5                             | 6                             | 7                             | 8                             | 9                             | 10                            | 11                            | 12                            | 13                            | 14                            |

## 메달 집계 정보
| 순위 | 국가                                            | 금메달 | 은메달 | 동메달 | 합계 |
| ---- | ----------------------------------------------- | ------ | ------ | ------ | ---- |
| 1    | 대한민국                                        | 47     | 32     | 29     | 108  |
| 2    | 러시아                                          | 34     | 22     | 16     | 72   |
| 3    | 중국                                            | 34     | 22     | 16     | 72   |
| 4    | 일본                                            | 25     | 25     | 35     | 85   |
| 5    | 미국                                            | 20     | 15     | 18     | 53   |
| 6    | 프랑스                                          | 13     | 9      | 8      | 30   |
| 7    | 이탈리아                                        | 11     | 14     | 17     | 42   |
| 8    | 우크라이나                                      | 8      | 17     | 6      | 31   |
| 9    | 이란                                            | 7      | 2      | 6      | 15   |
| 10   | 중화 타이베이                                   | 6      | 12     | 18     | 36   |
| 11   | 카자흐스탄                                      | 6      | 0      | 4      | 10   |
| 12   | 독일                                            | 5      | 5      | 8      | 18   |
| 13   | 리투아니아                                      | 5      | 1      | 3      | 9    |
| 14   | 폴란드                                          | 4      | 10     | 4      | 18   |
| 15   | 오스트레일리아                                  | 4      | 3      | 12     | 19   |
| 16   | 벨라루스                                        | 4      | 3      | 5      | 12   |
| 17   | 영국                                            | 3      | 4      | 4      | 11   |
| 18   | 체코                                            | 3      | 3      | 3      | 9    |
| 19   | 벨기에                                          | 3      | 1      | 3      | 7    |
| 20   | 태국                                            | 2      | 7      | 9      | 18   |
| 21   | 캐나다                                          | 2      | 4      | 2      | 8    |
| 22   | 튀르키예                                        | 2      | 2      | 12     | 16   |
| 23   | 브라질                                          | 2      | 2      | 4      | 8    |
| 24   | 몽골                                            | 2      | 1      | 2      | 5    |
| 25   | 남아프리카 공화국                               | 2      | 0      | 4      | 6    |
| 26   | 아제르바이잔                                    | 2      | 0      | 1      | 3    |
| 27   | 도미니카 공화국                                 | 2      | 0      | 0      | 2    |
| 28   | 루마니아                                        | 1      | 3      | 3      | 7    |
| 29   | 뉴질랜드                                        | 1      | 3      | 1      | 5    |
| =29  | 자메이카                                        | 1      | 3      | 1      | 5    |
| 31   | 세르비아                                        | 1      | 2      | 4      | 7    |
| 32   | 에스토니아                                      | 1      | 2      | 1      | 4    |
| =32  | 포르투갈                                        | 1      | 2      | 1      | 4    |
| 34   | 인도                                            | 1      | 1      | 3      | 5    |
| 35   | 아일랜드                                        | 1      | 1      | 1      | 3    |
| =35  | 코트디부아르                                    | 1      | 1      | 1      | 3    |
| 37   | 헝가리                                          | 1      | 0      | 3      | 4    |
| 38   | 키프로스                                        | 1      | 0      | 2      | 3    |
| 39   | {{bar{{{2}}}0\|{{{1}}}}}{{bar{{{3}}}\|{{{1}}}}} | 1      | 0      | 0      | 1    |
| =39  | 아르메니아                                      | 1      | 0      | 0      | 1    |
| =39  | 우간다                                          | 1      | 0      | 0      | 1    |
| =39  | 우즈베키스탄                                    | 1      | 0      | 0      | 1    |
| 43   | 멕시코                                          | 0      | 3      | 2      | 5    |
| 44   | 모로코                                          | 0      | 3      | 0      | 3    |
| =44  | 크로아티아                                      | 0      | 3      | 0      | 3    |
| 46   | 슬로바키아                                      | 0      | 2      | 2      | 4    |
| 47   | 라트비아                                        | 0      | 2      | 1      | 3    |
| 48   | 네덜란드                                        | 0      | 1      | 7      | 8    |
| 49   | 인도네시아                                      | 0      | 1      | 3      | 4    |
| 50   | 노르웨이                                        | 0      | 1      | 0      | 1    |
| =50  | 보츠와나                                        | 0      | 1      | 0      | 1    |
| =50  | 부르키나파소                                    | 0      | 1      | 0      | 1    |
| =50  | 슬로베니아                                      | 0      | 1      | 0      | 1    |
| =50  | 알제리                                          | 0      | 1      | 0      | 1    |
| =50  | 홍콩                                            | 0      | 1      | 0      | 1    |
| 56   | 스위스                                          | 0      | 0      | 3      | 3    |
| =56  | 스페인                                          | 0      | 0      | 3      | 3    |
| 58   | 말레이시아                                      | 0      | 0      | 2      | 2    |
| =58  | 베트남                                          | 0      | 0      | 2      | 2    |
| =58  | 스웨덴                                          | 0      | 0      | 2      | 2    |
| =58  | 핀란드                                          | 0      | 0      | 2      | 2    |
| 62   | 덴마크                                          | 0      | 0      | 1      | 1    |
| =62  | 아르헨티나                                      | 0      | 0      | 1      | 1    |
| =62  | 키르기스스탄                                    | 0      | 0      | 1      | 1    |
| 합계 | 합계                                            | 272    | 270    | 327    | 869  |

## 논란

### 2015년 대한민국 중동호흡기증후군 유행
2015년 대한민국 중동호흡기증후군 유행이 끝나지 않아 국외 관광객수가 감소하고 여러 행사가 연기 및 취소되는 가운데, 대회 역시 이를 우려하는 상황이다. 하지만 예정대로 개최하며 방역에 충실한다는 계획이다. 그러나 2015년 대한민국 중동호흡기증후군 유행은 광주광역시에는 큰 영향과 타격을 미치지 않아 대회가 성공적으로 마무리되었다.

### 조선민주주의인민공화국의 불참 선언
북한 전극만 대학생체육협회 위원장은 FISU 에릭 생트롱 사무총장 앞으로 보낸 서한에서 “우리는 FISU와의 약속을 이행하고 독립적이고 평화적인 한반도 통일이라는 대의의 실현을 위한 우호적인 토양을 조성하기 위해 대회 참가를 위해 필요한 조치들을 취했었다.”고 밝혔다.
이어 전 위원장은 “하지만 우리 측의 반복된 경고에도 불구하고 남한 정부는 군사적 대립을 계속하였고 서울에 ‘북한인권사무소’의 설치 확인을 발표하였고 조선민주주의인민공화국에 대하여 ‘인권’문제를 들먹이며 남북관계를 극한으로 밀고 나갔다. 그리하여 우리가 대회에 참가하고자 하는 분위기를 냉각시켰다.”고 유엔의 북한인권사무소 개설이 광주U대회 불참 사유라는 점을 분명히 했다.
이와는 별도로 김윤석 광주하계유니버시아드 조직위원회 사무총장은 이날 오전 시청 브리핑룸에서 가진 긴급기자회견에서 "지난 19일 오후 6시31분 평소 U대회 조직위와 북한이 교신하는 이메일 계정으로 `북한은 이번 대회에 참가할 수 없다. UN 북한인권사무소를 서울에 개설했기 때문에 정치적인 이유로 갈 수 없다'는 내용의 편지를 받았다"고 밝혔다.
앞서 북한은 지난 3월 육상과 여자 축구 등 8개 종목에 108명의 선수단을 파견하겠다고 참가신청서를 제출하고 이후 대표단장 회의까지 참석, 대회 참가를 기정사실화하는 것처럼 보였으나 지난 3일 자정 끝난 광주유니버시아드 개인별 엔트리 마감 결과 선수등록을 하지 않았다.
이후 윤장현 광주 U대회 조직위원장은 지난 18일 내외신 기자회견을 갖고 북한 선수단과 응원단의 참가를 기다리고 있다고 밝혔다.
윤 위원장은 특히 국내 메르스 사태와 관련해서는 "광주는 메르스로부터 안전하며 U대회에 참가하는 선수단과 임원진은 입국에서 출국까지 모든 과정에서 철저하고 완벽하게 보호될 것"이라고 강조했다.

## 같이 보기
- 2015광주하계유니버시아드대회 조직위원회
- 대회개최 성공의 주역 - 김윤석 사무총장